# Polifonte (figlio di Autofono)
Polifonte è un personaggio della mitologia greca, figlio di Autofono.
Fu messo al comando di cinquanta guerrieri tebani col compito di tendere un'imboscata a Tideo, ma quest'ultimo, per volontà degli dei, riuscì a ucciderli tutti, lasciandone vivo solo uno (chiamato Meone) perché potesse raccontare ciò che era successo. Ciononostante è citato tra i sette guerrieri tebani incaricati di difendere ognuna delle sette porte di Tebe nella guerra tra Eteocle e Polinice, nella tragedia I sette contro Tebe di Eschilo.